# Grammy Legend Award
The Grammy Legend Award — спеціальна нагорода  американської Академії звукозапису окремим особам або групам за постійний внесок та вплив у галузі звукозапису.

## Володарі премії
| Рік  | Фото | Володар            | Роки життя | Країна          |
| ---- | ---- | ------------------ | ---------- | --------------- |
| 1990 |      | Ендрю Ллойд Веббер | нар. 1948  | Велика Британія |
| 1990 |      | Лайза Міннеллі     | нар. 1946  | США             |
| 1990 |      | Віллі Нельсон      | нар. 1933  | США             |
| 1990 |      | Смокі Робінсон     | нар. 1940  | США             |
| 1991 |      | Джонні Кеш         | 1932—2003  | США             |
| 1991 |      | Арета Франклін     | нар. 1942  | США             |
| 1991 |      | Біллі Джоел        | нар. 1949  | США             |
| 1991 |      | Квінсі Джонс       | нар. 1933  | США             |
| 1992 |      | Барбра Стрейзанд   | нар. 1942  | США             |
| 1993 |      | Майкл Джексон      | 1958—2009  | США             |
| 1994 |      | Кертіс Мейфілд     | 1942—1999  | США             |
| 1994 |      | Френк Сінатра      | 1915—1998  | США             |
| 1998 |      | Лучано Паваротті   | 1935—2007  | Італія          |
| 1999 |      | Елтон Джон         | нар. 1947  | Велика Британія |
| 2003 |      | Bee Gees           |            | Велика Британія |